# گونا (جینیسم)
گونا (انگلیسی: Guna)، در اساطیر هندو رشته‌ای (ریسمانی)، که چیزها را به هم می‌بندد.

## ذرات ابدی
ماده (pudgala) به نظر جین‌ها ابدی است و متشکل از ذرات (anu) بی شمار است و دو قسم است:
1. ماده عنصری: این ماده عبارت از اشیائی است که موضوع ادراک ما واقع می‌شوند.
2. ماده لطیف: این ماده از مواد کارمائی تشکیل می‌یابد و مانند حجابی ارواح را می‌پوشاند.

تمام اجسام از ترکیبات ذرات به وجود آمده‌اند.
کوچکترین واحد ماده ذره (anu) است ذرات ابدی و دارای کیفیات لمسی، سمعی، ذوقی و بصری و غیره هستند
جواهر از ترکیبات مختلف هندسی ذرات پدید می‌آیند.
فضای معین بین ذرات تغییر می‌کند و جوهرهای گوناگون جهان هستی به وجود می‌آید.
ذرات به هم پیوسته‌اند (bandha) و تمام اشیاء مادی متشکل از ترکیبات ذره ای هستند.

## تغییر مداوم کیفیات
اجسام مادی مدام در تغییر و تبدیل و دگرگونی (parimana) هستند و دائم کیفیاتی چند از دست می‌دهند و کیفیاتی تازه (Guṇa) به خود می‌گیرند و رشد و نمو می‌کنند و توسعه می‌یابند و معدوم می‌گردند.

## نفوس عنصری
به نظر جین‌ها عناصر یعنی زمین و خاک و هوا و آتش نیز دارای نوعی نفس اند که هر چند هم ابتدائی باشد و در درجهٔ پست سلسلهٔ مراتب هستی قرار یافته باشد، باز نوعی نفس تعبیر شده‌است و به همین دلیل است که می‌توان سخن از نفوس عنصری به میان آورد.

## یاکبی
به نظر «یاکبی» این رشته تفکرات از بقایای عقاید کهن «آنیمیست زنده‌انگاری» است و مربوط به دورهٔ دیرینهٔ تمدن هندی است که هنوز طبقات اجتماعی و دینی هندی تحت نفوذ عقاید برهمنی قرار نگرفته بودند.